# Robinson Sucroë
Robinson Sucroë là một bộ phim hoạt hình dài tập của đạo diễn Claude Robinson, ra mắt lần đầu năm 1994. Truyện phim là một sự nhại lại tiểu thuyết Robinson Crusoe.

## Nội dung

### Nhân vật
- Robinson Sucroë
- Mercredi
- Uglyston
- Thuyền trưởng Courtecuisse
- Thuyền trưởng Brisk
- Dimanche Midi
- M.Floyd

### Danh sách các tập phim
| 1. L'Île du tourteau 2. L'Île flottante 3. Courtecuisse 1er 4. Mission impossible 5. Le Concours de sieste 6. La Belle Captive 7. Diva des îles 8. Le Manuscrit volé 9. Embrouille et ratatouille 10. Coup de foudre 11. Le Perroquet de Uglyston 12. Bienvenue M.Floydd 13. L'Épave du Toulesjours | 14. Robinson beach 15. Adieu Robinson 16. La Guerre des Robinson 17. Un monstre dans l'île 18. L'Île en folie 19. L'Apprenti journaliste 20. La Vie de pirate 21. Drôles de bêtes 22. L'Élixir d'amour 23. Maman a raison 24. Toute la vérité 25. Voyage organisé 26. Coup double |